# Erik Brunnius (1706–1783)
Erik Brunnius, född 1 oktober 1706 i Nedertorneå socken, död där 25 oktober 1783, var en svensk präst och riksdagsman.

## Biografi
Erik Brunnius far med samma namn var kyrkoherde i Övertorneå församling. Efter gymnasiestudier i Härnösand blev Brunnius i februari 1722 student vid Uppsala universitet, där han 1731 disputerade på en avhandling om staden Torneå, De urbe Torna, och promoverades till filosofie magister. Han prästvigdes samma år och blev faderns adjunkt i Övertorneå. Efter dennes död utnämndes han till kyrkoherde där och tillträdde 1741. Brunnius blev prost 1760 och 1762 utnämnd till kyrkoherde i Nedertorneå församling, där han tillträdde samma år. Brunnius fick hantera de svärmiska-extatiska rörelser som framträdde i Övertorneå under hans ämbetstid men som saknades i Nedertorneå. Han var riksdagsman vid riksdagarna 1751 och 1760.

### Familj
I sitt gifte med Eva Wree från Stockholm hade han bland andra barn två söner, som blev kyrkoherde i Pedersöre i Österbotten respektive rådman i Torneå, och två döttrar gifta Höjer respektive Turdfjæll.
Hans avhandling om Torneå utgavs 1965 i finsk översättning av Tuomo Itkonen och 1967 i svensk översättning av Olaus Brännström.